# Rinjing Dorje
Rinjing Dorje est un écrivain et illustrateur tibétain né au Népal en 1949. 

## Biographie
Rinjing Dorje est le fils de Sherab Dorje un Tibétain natif du Kham, dans l'est du Tibet, et de Choe Gyalmo, une femme nomade des régions himalayennes. Sherab Dorje a été reconnu comme réincarnation de Khamsum Wangdu, un lama sherpa du Népal, et dans les années 1930, il a rejoint le nord du Népal.
Sherab Dorje devint un médecin pratiquant la médecine tibétaine pour soigner des malades mentaux. Ses techniques non conventionnelles l'ont rendu célèbre dans sa région. Bien que suivant la pratique traditionnelle tibétaine, il a formulé sa propre méthode selon laquelle le patient était plongé dans l'obscurité presque totale excepté la lumière vacillante d'une lampe à beurre. Il marcherait alors vers le patient en récitant des incantations et en brûlant un encens enivrant de Gugul, une sève puissamment parfumée. Il regardait ensuite d'un air directif dans les yeux de son patient, tout en lui donnant un conseil. Il lui prescrivait ensuite des médicaments à base de minéraux et de plantes. En guise de récompense pour avoir guéri une princesse népalaise de la famille royale Rana, il fut nommé gouverneur d'une région du nord du Népal.
Dans le cadre de ses fonctions officielles, il a voyagé dans sa région. Il a rencontré une belle jeune femme nomade, Choe Gyalmo, dans le village de Shabru. Ils se sont mariés et eurent un fils, Rinjing Dorje, né en 1949.
Enfant, Rinjing Dorje s'occupait du bétail (yaks, dris, moutons et vaches) de sa famille, dans les pâturages de l'Himalaya. C'est là qu'il entendit les histoires d'Akhu Tönpa (en), populaire chez les éleveurs.
À l'âge de onze ans, il tombe malade d'une maladie inconnue. Son père ne parvient pas à le guérir. En dernier recours, un astrologue consulté, recommande que Rinjing Dorje devienne moine.
Rinjing Dorje a prononcé les vœux de novice et a rejoint le monastère de Muen au Tibet. En 1960, son père est mort soudainement. Rinjing Dorje et sa mère se sont alors enfuis du Tibet, alors en conflit avec les Chinois, pour Katmandou où son père avait construit un monastère.
Rinjing a alors fréquenté des écoles occidentales et des occidentaux. Plus tard, dans l'objectif de devenir écrivain, il part à l'étranger pour poursuivre ses études.
Il a publié deux livres en anglais. Il vit avec et ses deux enfants dans la région de Seattle, où il est également un conteur renommé de contes tibétains.

### Livres
- La cuisine tibétaine : le cru et le cuit au Royaume des neiges, calligraphie de Dhongthog Rinpoché ; traduit de l'anglais par Martine Guidetti, 1988 l'Astrolabe, Peuples du monde, Paris, 1988, 119 p.
- (en) Tales of Uncle Tompa : the legendary rascal of Tibet, Barrytown, N.Y. : Station Hill Arts, 1975, 1997.

### Articles
- avec Ter Ellingson, Explanation of the Secret Gcod Da Ma Ru': An Exploration of Musical Instrument Symbolism, Asian Music 10, 2 (1979): 63-91.